# Palophagus australiensis
Palophagus australiensis är en skalbaggsart som beskrevs av Guillermo Kuschel 1990. Palophagus australiensis ingår i släktet Palophagus och familjen Megalopodidae. Inga underarter finns listade i Catalogue of Life.